# Riet Wille
Riet Wille (Gent, 9 april 1954) is een Belgische schrijver van kinderboeken.

## Leven
Wille groeide op in een gezin van bloemisten, waar haar liefde voor de natuur ontstaat. Ze wilde iets doen met kinderen en taal, daarom studeerde ze logopedie in Gent en daarna neurolinguïstiek aan de VUB. Als logopediste ging ze werken met jonge kinderen met een ontwikkelingsachterstand en ontdekte de wereld van de kinderpoëzie.
Later ging ze kinderboeken schrijven. Ze schrijft vooral voor beginnende en moeilijke lezers, kinderpoëzie en liedjesteksten.

## Werk
In 1984 debuteert Wille met een bundel versjes met als titel Zuurtjes en zoetjes. Later combineert ze haar schrijverschap met een parttime als logopediste op een school voor kinderen met leermoeilijkheden. Ze schrijft tal van boeken voor beginnende lezers en kinderen met leesproblemen. In deze boeken hecht ze veel belang aan de interactie tussen tekst en tekening, het spelen met taal, humor en zin krijgen om te leren lezen. Ze gebruikt hierbij een variatie aan literaire vormen: poëzie, raadsels, informatie teksten, moppen, strips …
Hiernaast schrijft ze ook liedteksten, prentenboeken, werkt mee aan tijdschriften voor kinderen en levert bijdragen voor verschillende taalmethodes. Ondertussen telt haar werk al meer dan 75 boeken en wordt ze regelmatig bekroond voor haar werk. Heel wat van haar gedichten zijn ook opgenomen in verzamelbundels.

## Bekroningen
- 1986: Boekenleeuw voor Raadsels te koop
- 2005: Vlag en Wimpel (Griffeljury) voor Saar en de poes
- 2008: Boekenwelp voor Van aan tot zin in een zoen